# باولو بينيديتو بونيفاسيو ماكسيميانو
باولو بينيديتو بونيفاسيو ماكسيميانو (بالبرتغالية: Paulo Benedito Bonifácio Maximiano‏) المعروف باسم باولينهو (ولد في 30 ديسمبر 1975 في مونتي كارميلو) هو لاعب كرة قدم برازيلي سابق كان يجيد اللعب في مركز الوسط المدافع. أمضى معظم مسيرته الرياضية في البرازيل مع فترات قصيرة في قطر وإسرائيل.

## المسيرة الرياضية
بدأ باولينهو مسيرته الرياضية المبكرة مع بوتافوغو وأتليتيكو باتروسينينسي وسوسيال وإيباتينغا.
بين عامي 1999 و 2001 لعب باولينهو في فيلا نوفا في بيلو هوريزونتي.
في عام 2001 انضم إلى غاما في القطاع الفدرالي.
قضى باولينهو فترة قصيرة في العربي القطري. عاد إلى البرازيل لينضم إلى إيباتينغا.
خلال فترته الثانية في إيباتينغا توج باولينيو بطلاً لبطولة ولاية جايبور عام 2005 وساعد النادي في الوصول إلى الدور نصف النهائي في بطولة كأس البرازيل 2006.
أثار هذا الأداء اهتمام الأندية الكبرى وفي عام 2006 انتقل إلى فلامنغو. أصبح اللاعب المفضل لدى مشجعي النادي بسبب أسلوبه القتالي في اللعب.
في عام 2007 انتقل إلى مكابي حيفا الإسرائيلي.
أثناء لعبه مع فولتا ريدوندا في بطولة كاريوكا في عام 2010 ظهرت نتيجة فحص المنشطات بأنها إيجابية بسبب تناوله مادة بينزويليكغونين وهي نسخة مميهة من الكوكايين. تم منعه بعد ذلك من اللعب لمدة عامين.

## الإنجازات
- إيباتينغا
  - بطولة مينيرو (1): 2005
- فلامنغو
  - كأس غوانابارا (1): 2007
  - بطولة ولاية ريو دي جانيرو (1): 2007